# Jay Stephens
Jay Stephens (Toronto, 22 de marzo de 1971) es un autor de cómics canadiense.
Estudió en el Ontario College of Art. Se inició en la historieta con el minicómic Reactor Girl, en 1991. Más adelante publicó Sin (cinco números entre 1992 y 1994) y Sin Comics (dos números, 1994), ambas en la editorial Tragedy Strikes Press. En estas primeras obras se evidencia ya su personal estilo, deudor tanto de los clásicos dibujos animados de Hanna-Barbera como de la línea clara de la historieta europea. 
Su obra más exitosa fue The Land of Nod (dos números, 1996), candidata a algunos de los premios más importantes concedidos al cómic en Estados Unidos, como los premios Harvey Kurtzman y Will Eisner. 
Escribió y dibujó también varias tiras de prensa, como Oddville! (1994-1996) para el diario de Seattle The Stranger; y Nod (1997-1999), para la revista Exclaim!. Es además el creador de las series de animación Jetcat (para el canal de televisión Nickelodeon), Los Sábados Secretos (para Cartoon Network) y Tutenstein (para el canal Discovery Kids). La tercera de estas series fue galardonada con un premio Emmy. 